# Большая Слобода (Вологодская область)
Большая Слобода — деревня в Великоустюгском районе Вологодской области.
Входит в состав Самотовинского сельского поселения, с точки зрения административно-территориального деления — в Самотовинский сельсовет. До 2001 года входила в Луженгский сельсовет. Расположена при федеральной автодороге А123.
Расстояние до районного центра Великого Устюга по автодороге — 31 км, до центра муниципального образования Новатора по прямой — 22 км. Ближайшие населённые пункты — Малая Слобода, Кулатино, Степаница.
По переписи 2002 года население — 4 человека.